# Гњилан (Пирот)
Гњилан је насеље града Пирота у Пиротском округу. Према попису из 2022. има 2.199 становника (према попису из 2002. било је 2478 становника).

## Прошлост
Гљилан је 1879. године имао 87 кућа са 532 душе, међу којима није било писмене особе а број пореских глава износио је 115.
Гњилан се налази западно од Пирота, на око 2-3 километра, готово као његов саставни део. Повезан је асфалтним путем и има добре аутобуске везе. На његовом атару су расадник и пиротска болница. Заштићен је Белавом од хладних северних ветрова и изложен сунцу читавог дана.
О настанку села и његовом имену нема легенди али може да се претпостави да је име настало од старе српске речи гњила, што значи „глина“, које у атарима Гњилана и суседних села има у изобиљу и коју користе надалеко познати лончари из ових села. По њој су иначе добили име Гњилане, Гњионик, Гњилиште и друга места. Део атара одговара ситном сточарству, па је више од једне трећине домаћинстава имало појате. Гњилан је од давнина чувен по великим површинама под виноградима и по најбољем грожђу и вину. Ораничне површине су погодне за виноградарство, воћарство, ратарство и повртарство. Тржишни вишкови су грожђе, вино, ракија, арпаџик. Оскудицу у огревном дрвету су решавали са Лужничанима разменом грожђа за дрва. Велики број становника, а мало земље, па су оскудица и сиромаштво били присутни у великом броју домаћинстава. 

Било је много занатлија у овом насељу: десетак лончара, па опанчари, кројачи, кацари, колари, ковачи, бравари. Било је пет до шест рабаџија и неколико фијакерџија а многи су ишли у печалбу. Близина Пирота олакшава продају тржишних вишкова и лакши долазак до новца од прилике до прилике. Село има десетак бунара (Клисурсћи, код Дупљу, Вовсћи, Тричков бунар, бунар на ширинту, Џунћин, Чачин, Господинсћи и Влатков бунар) и изворску воду са десетак чесама (Код школу, код Задругу, Тричкова, Ћућуркова /Чучурћина, Клисурска, Алћевац, Тараторова, Попазова, Бајир чешма према Крајиште), али се често јављала оскудица у води пре него што је прикључено на сеоски водовод. Воденице на Костурској реци су читаве године радиле (Попазова / Потина, Торњина и Влаткова / Кикина и Селимова са три, а Голубова са једним витлом). 
Делови села: Доња и Горња Мала.

## Демографија
У насељу Гњилан живи 1960 пунолетних становника, а просечна старост становништва износи 37,6 година (37,2 код мушкараца и 38,1 код жена). У насељу има 774 домаћинства, а просечан број чланова по домаћинству је 3,20.
Ово насеље је великим делом насељено Србима (према попису из 2002. године), а у последња три пописа, примећен је пораст у броју становника.
|  |

| Демографија | Демографија | Демографија |
| Година      | Становника  | Становника  |
| ----------- | ----------- | ----------- |
| 1948.       | 1.342       |             |
| 1953.       | 1.353       |             |
| 1961.       | 1.341       |             |
| 1971.       | 1.453       |             |
| 1981.       | 1.474       |             |
| 1991.       | 2.143       | 2.124       |
| 2002.       | 2.478       | 2.527       |

| Етнички састав према попису из 2002.‍ | Етнички састав према попису из 2002.‍ | Етнички састав према попису из 2002.‍ | Етнички састав према попису из 2002.‍ | Етнички састав према попису из 2002.‍ |
| ------------------------------------ | ------------------------------------ | ------------------------------------ | ------------------------------------ | ------------------------------------ |
|                                      |                                      |                                      |                                      |                                      |
| Срби                                 | Срби                                 |                                      | 2.366                                | 95,48%                               |
| Роми                                 | Роми                                 |                                      | 73                                   | 2,94%                                |
| Југословени                          | Југословени                          |                                      | 2                                    | 0,08%                                |
| Црногорци                            | Црногорци                            |                                      | 1                                    | 0,04%                                |
| Хрвати                               | Хрвати                               |                                      | 1                                    | 0,04%                                |
| Мађари                               | Мађари                               |                                      | 1                                    | 0,04%                                |
| непознато                            | непознато                            |                                      | 14                                   | 0,56%                                |

| Година пописа     | 1948. | 1953. | 1961. | 1971. | 1981. | 1991. | 2002. |
| ----------------- | ----- | ----- | ----- | ----- | ----- | ----- | ----- |
| Број домаћинстава | 248   | 263   | 327   | 372   | 410   | 606   | 774   |

| Број чланова      | 1  | 2   | 3   | 4   | 5  | 6  | 7 | 8 | 9 | 10 и више | Просек |
| ----------------- | -- | --- | --- | --- | -- | -- | - | - | - | --------- | ------ |
| Број домаћинстава | 88 | 175 | 161 | 247 | 63 | 30 | 7 | 2 | 1 | 0         | 3,20   |

| Пол    | Укупно | Неожењен/Неудата | Ожењен/Удата | Удовац/Удовица | Разведен/Разведена | Непознато |
| ------ | ------ | ---------------- | ------------ | -------------- | ------------------ | --------- |
| Мушки  | 1.065  | 312              | 695          | 46             | 11                 | 1         |
| Женски | 1.018  | 197              | 693          | 114            | 13                 | 1         |
| УКУПНО | 2.083  | 509              | 1.388        | 160            | 24                 | 2         |

| Пол    | Укупно                    | Пољопривреда, лов и шумарство | Рибарство                            | Вађење руде и камена | Прерађивачка индустрија       |
| ------ | ------------------------- | ----------------------------- | ------------------------------------ | -------------------- | ----------------------------- |
| Мушки  | 569                       | 28                            | 0                                    | 0                    | 244                           |
| Женски | 367                       | 28                            | 0                                    | 0                    | 188                           |
| УКУПНО | 936                       | 56                            | 0                                    | 0                    | 432                           |
| Пол    | Производња и снабдевање   | Грађевинарство                | Трговина                             | Хотели и ресторани   | Саобраћај, складиштење и везе |
| Мушки  | 23                        | 70                            | 41                                   | 9                    | 35                            |
| Женски | 6                         | 5                             | 27                                   | 6                    | 1                             |
| УКУПНО | 29                        | 75                            | 68                                   | 15                   | 36                            |
| Пол    | Финансијско посредовање   | Некретнине                    | Државна управа и одбрана             | Образовање           | Здравствени и социјални рад   |
| Мушки  | 2                         | 3                             | 38                                   | 17                   | 6                             |
| Женски | 1                         | 2                             | 5                                    | 15                   | 36                            |
| УКУПНО | 3                         | 5                             | 43                                   | 32                   | 42                            |
| Пол    | Остале услужне активности | Приватна домаћинства          | Екстериторијалне организације и тела | Непознато            | Непознато                     |
| Мушки  | 9                         | 0                             | 0                                    | 44                   | 44                            |
| Женски | 1                         | 0                             | 0                                    | 46                   | 46                            |
| УКУПНО | 10                        | 0                             | 0                                    | 90                   | 90                            |

## Галерија
- Куће поред пута на улазу у Пирот
- Део села
- Село 2022. године